# Mercedes Gallizo
Mercedes Gallizo   (Saragossa, 2 de desembre de 1952) és una política espanyola. Des de 2015 és diputada autonòmica del Partido Socialista Obrero Español (PSOE) a la Comunitat de Madrid. Ha militat en diferents organitzacions socials i polítiques d'esquerres. Va ser diputada autonòmica a les Corts d'Aragó i diputada al Congrés de Diputats durant la VII Legislatura. A l'abril de 2004, va ser nomenada Directora General d'Institucions Penitenciàries i des de 2008 fins a 2011 va assumir la Secretaria General d'Institucions Penitenciàries en el Ministeri de l'Interior.

## Biografia
Va estudiar Filosofia i Lletres a la Universitat de Saragossa i es va iniciar en la política en la seva època universitària en el Moviment Comunista d'Aragó mitjançant els Comités de Estudiantes Revolucionarios de Zaragoza (CERZ). Va ser membre de la Plataforma de Convergència Democràtica d'Aragó organisme que agrupava a totes les forces democràtiques durant la Transició.

### Del MC a IU Aragó
El 1979 es va presentar per primera vegada com a candidata en unes eleccions, en aquest cas al Senat pel Moviment Comunista d'Aragó, sense sortir triada.
Posteriorment, a meitat de la dècada de 1980 es va integrar a Izquierda Unida de Aragón, va arribar a ser membre de l'Executiva Federal d'IU, i secretària general del Partido Democrático de la Nueva Izquierda (PDNI) a Aragó, partit fruit del corrent intern Nueva Izquierda que va acabar constituint-se en partit polític.
Va ser membre de la Comissió Mixta de Transferències entre la DGA i el Govern Central (1987-91) (II Legislatura de les Corts d'Aragó).

### Pionera en el feminisme aragonès
Gallizo va ser pionera del moviment feminista a Aragó i membre de l'adreça de l'Associació Democràtica de Dones Aragoneses i del Front Feminista fins a 1983. D'altra banda, va treballar com a especialista en temes d'igualtat a l'Ajuntament de Saragossa on va ser delegada sindical de Comissions Obreres i membre del comitè d'empresa de 1993 a 1999. L'any 2004 va col·laborar amb la realitzadora de televisió Maryse Bergonzat en el documental Viatge al país de les dones una coproducció de les cadenes de televisió Art i TVE.
Al llarg de la seva trajectòria política ha mantingut la seva implicació en la lluita per la igualtat i en la lluita feminista.

### PSOE
Va ser membre de la comissió que va decidir la sortida del PDNI d'Esquerra Unida i va negociar la seva integració en el PSOE.
El 1999 va ser triada diputada pel PSOE a les eleccions autonòmiques aragoneses per la província de Saragossa i va presidir la Comissió de Peticions i Drets Humans de les Corts d'Aragó fins a març del 2000 després de les eleccions generals a les quals va obtenir un escó el Congrés dels Diputats per la mateixa província. Entre les seves comeses de la legislatura va ser responsable del Grup Parlamentari Socialista en temes penitenciaris en la Comissió de Justícia i Interior.
El 23 d'abril de 2004, va ser nomenada Directora General d'Institucions Penitenciàries i el 2008 Secretària General d'Institucions Penitenciàries, fins a desembre de 2011, data en la qual va ser substituïda per Ángel Yuste que havia ocupat també abans de 2004 el mateix càrrec.
De 2008 a 2011 va presidir també l'Organisme Autònom, adscrit al Ministeri d'Interior: Treball Penitenciari i Formació per a l'ocupació.
En 2013 va publicar un llibre amb una selecció de les milers de les cartes rebudes dels presos durant el temps que va ser directora general d'Institucions Penitenciàries.
Al maig de 2015 es va presentar a les eleccions a la Comunitat de Madrid com a nombre 4 de la llista socialista que va encapçalar Ángel Gabilondo i que va aconseguir 37 escons. El 9 de juny de 2015 va prendre possessió del seu escó.

## Càrrecs exercits
- Diputada per la província de Saragossa en les Corts d'Aragó (1999-2000).
- Diputada per la província de Saragossa al Congrés dels Diputats (2000-2004).
- Directora General d'Institucions Penitenciàries (2004-2008).
- Secretària general d'Institucions Penitenciàries (2008-2011).
- Diputada autonòmica en la Comunitat de Madrid (2015 - Actualitat).

## Publicacions
- Penes i persones. 2.810 dies a les presons espanyoles (2013) Editorial Debat

## Premis i reconeixements
- 2003 Premi "Pregunta del millón" de l'Associació de Periodistes Parlamentaris. premi del que en el 2000 ja va ser finalista[13][14]
- 2007 Premi de l'Associació Ex-Presos Socials d'Espanya.[15]
- 2008 Érguete-Solidaridade X edició Premis de l'Associació d'Ajuda al Toxicòman Érguete.[16]
- 2014 Nomenada per la Ministra Francesa de Justícia Christiane Taubira membre del Consell Nacional per a l'Execució de les Penes de França.[17]